# Baktalórántházai kistérség
A Baktalórántházai kistérség kistérség Szabolcs-Szatmár-Bereg megyében, központja: Baktalórántháza.

## Települései
| Apagy     | Baktalórántháza | Berkesz     | Besenyőd | Laskod     |
| Levelek   | Magy            | Nyíribrony  | Nyírjákó | Nyírkarász |
| Nyírkércs | Nyírmada        | Nyírtass    | Nyírtét  | Ófehértó   |
| Petneháza | Pusztadobos     | Ramocsaháza | Rohod    |            |